# Brooten (Minnesota)
Brooten es una ciudad ubicada en el condado de Stearns en el estado estadounidense de Minnesota. En el Censo de 2010 tenía una población de 743 habitantes y una densidad poblacional de 182,37 personas por km².

## Geografía
Brooten se encuentra ubicada en las coordenadas 45°30′0″N 95°6′57″O / 45.50000, -95.11583. Según la Oficina del Censo de los Estados Unidos, Brooten tiene una superficie total de 4.07 km², de la cual 4.07 km² corresponden a tierra firme y (0%) 0 km² es agua.

## Demografía
Según el censo de 2010, había 743 personas residiendo en Brooten. La densidad de población era de 182,37 hab./km². De los 743 habitantes, Brooten estaba compuesto por el 98.65% blancos, el 0.27% eran afroamericanos, el 0.13% eran amerindios, el 0.13% eran asiáticos, el 0% eran isleños del Pacífico, el 0.27% eran de otras razas y el 0.54% pertenecían a dos o más razas. Del total de la población el 2.56% eran hispanos o latinos de cualquier raza.